# Amphiagrion abbreviatum
Amphiagrion abbreviatum är en trollsländeart som först beskrevs av Selys 1876.  Amphiagrion abbreviatum ingår i släktet Amphiagrion och familjen dammflicksländor. Inga underarter finns listade i Catalogue of Life.

## Bildgalleri

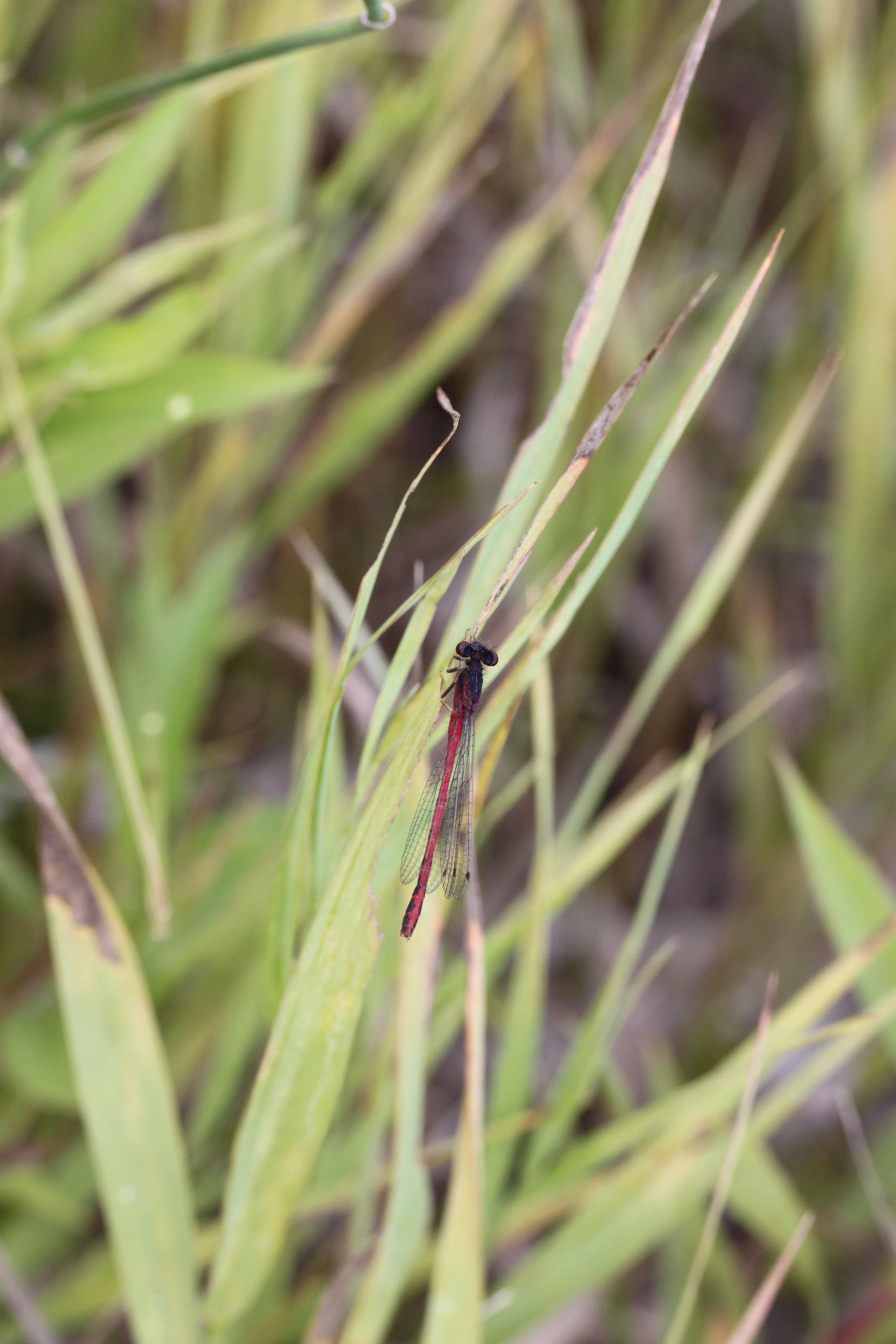